# Cantopop
El cantopop (en chino 粵語流行音樂) es un coloquialismo utilizado para denominar a la «música popular cantonesa», y que a veces se asocia con el HK-pop, abreviatura correspondiente a ‘música popular de Hong Kong’. Es categorizada como un subgénero de música popular china dentro del C-pop. Sus influencias provienen no solo de otras formas de la música china, sino también de una variedad de estilos internacionales, incluyendo el jazz, rock and roll, rhythm and blues, música electrónica y música pop occidental, entre otras.
Casi invariablemente el cantopop se canta en cantonés, teniendo una base de fanes de carácter internacional especialmente localizado en países del sudeste asiático tales como Malasia y Singapur, además de la provincia de Guangdong en China continental; sin embargo, Hong Kong se mantiene como el eje más significativo del género.

## Historia

### Años 1920: orígenes shanghaianos

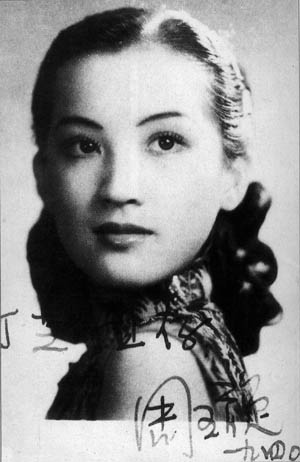
Zhou Xuan (周璇) una de las primeras estrellas del pop chino.

La influencia musical occidental llega por primera vez a China en los años veinte, y más específicamente a Shanghái.
Artistas como Zhou Xuan (en chino: 周璇) o Yao Ming (en chino: 姚敏) actúan en diversas películas y graban varias canciones populares, convirtiéndose probablemente en las primeras estrellas de la música pop china.
En 1949, cuando la República Popular China es establecida por el partido comunista, una de las primeras acciones llevadas a cabo por el gobierno fue denunciar a la música pop como pornográfica. A comienzos de los años cincuenta, grandes olas de inmigrantes provenientes de Shanghái se establecen en la zona denominada "La Punta Norte" (en chino: 北角) de Hong Kong, teniendo como resultado, la aparición de la primera generación de artistas y aclamados compositores de cantopop.

### Años sesenta: la aceptación cultural
En los años sesenta, la música cantonesa en Hong Kong aún se limitaba ampliamente a la ópera cantonesa tradicional y a la interpretación ―algo cómica― de música occidental; en este contexto, Tang Kee-chan (en chino: 鄧寄塵), Cheng Kuan-min (en chino: 鄭君綿), y Tam Ping-man (en chino: 譚炳文) pasan a constituirse en los primeros artistas en editar discos en cantonés.
La generación baby boomer de dicha época prefería la música británica y estadounidense importada, así como también a la música en mandarín. La cultura occidental era en dicho momento homologable con la educación y sofisticación presentes en Hong Kong, siendo populares Elvis, Johnny Mathis y The Beatles.
A la inversa, se consideraba como pasados de moda o de bajo nivel educacional a aquellos que preferían a la música cantonesa; en particular, Cheng Kum-cheung y Chan Chai-chung (en chino: 陳齊頌) eran dos de los cantantes más populares de dicha música cuyo segmento objetivo específico era la generación joven, aunque Connie Chan Po-chu generalmente es considerada como la primera celebridad juvenil de Hong Kong, principalmente debido a que su extensa carrera; Josephine Siao es también otra artista de dicha era.

### Años setenta: aparición de la televisión y de la industria moderna
La década anterior sentó las bases para la creación de la nueva música pop hongkonesa; en efecto, diversas bandas comienzan a imitar a grupos británicos y estadounidenses. Dos tipos de música cantonesa local aparecen en el mercado casi de manera simultánea en 1973: el primer tipo sacó provecho de la popularidad alcanzada por las series dramáticas de la primera estación de televisión comercial inalámbrica en Hong Kong, TVB, basado principalmente en un estilo lírico tradicional; el otro tipo poseía un estilo musical más occidentalizado, contando con el apoyo de Polydor Records Hong Kong, subsidiaria de PolyGram a partir de 1978. Algunos cantantes notables de esta era incluyen a Liza Wang y Paula Tsui.
La televisión era la nueva maravilla tecnológica, disponible principalmente para las clases adineradas, existiendo una alta valoración y respeto por el contenido realizado en vivo. Las telenovelas pasan a ser un recurso necesario para cubrir la parrilla programática de los canales, por lo que muchas canciones cantonesas populares llegaron a transformarse en canciones temáticas de estos.
Alrededor de 1971, Sandra Lang, una cantante secundaria que nunca había interpretado cantopop, fue invitada a interpretar el primer tema central cantonés para TV titulado La Yuanfen de una boda que llora y ríe (en chino: 啼笑姻緣); este tema fue una colaboración entre los compositores Yip Siu-dak (en chino: 葉紹德) y el legendario Joseph Koo, constituyéndose en una canción pionera que alcanzó los primeros lugares de las listas de popularidad; otros grupos que se beneficiaron de la promoción televisiva incluyen a Four Golden Flowers (en chino: 四朵金花).
Samuel Hui, el vocalista líder de la banda Lotus formada a finales de los sesenta, firmó con Polydor en 1972; el tema que lo hizo famoso fue la canción central de la película Los jugadores juegan a juegos (en chino: 鬼馬雙星), y que también fue protaginozada por Hui.
La estrella de las melodías televisivas fue Roman Tam, cuyas interpretaciones lograron elogiosas críticas, siendo considerado como el padre del cantopop.
Por otro lado, tres de los más famosos intérpretes de temas centrales de teleseries fueron Jenny Tseng, Liza Wang y Adam Cheng. The Wynners y George Lam en tanto, también amasaron una base de fanes considerables con su nuevo estilo. Samuel Hui continuó dominando las listas de popularidad, ganando de manera consecutiva el Premio a las mejores ventas del siglo otorgado en la primera y segunda versión del IFPI Gold Disc Presentations en 1977 y 1978.

### Años ochenta: el comienzo de la época de oro
Durante los años ochenta, el cantopop se dispara con artistas, productores y compañías disqueras trabajando en armonía; en este contexto, estrellas tales como Anita Mui, Leslie Cheung, Alan Tam, Sally Yeh, Priscilla Chan y Danny Chan se transformaron rápidamente en nombres cotidianos. La industria utilizaba de manera efectiva canciones pertenecientes al cantopop en dramas de TV y películas, apareciendo algunos de los más grandes soundtracks de todos los tiempos provenientes de películas tales como A Better Tomorrow. En parte, el éxito provenía del progresivo desarrollo económico hongkonés, lo que atraía a patrocinadores y compañías disqueras con la idea de contrataciones lucrativas y millonarias. Existían también sencillos japoneses con letras cantonesas.
Teresa Teng, una de las solistas chinas más exitosas (denominada como "la reina de las canciones en mandarín") también incursiona en el cantopop, alcanzando un gran éxito comercial con sus hits originales en cantonés a comienzos de los ochenta bajo el sello Polygram. Jenny Tseng (que se asienta en Hong Kong proveniente de Macau) también se transforma en una figura notable.
Así como el cantopop ampliaba sus seguidores en las comunidades de origen chino alrededor del mundo, el ingenio de los emprendedores hongkoneses los lleva a comenzar a utilizar un nuevo sistema de almacenamiento en disco óptico (Laserdisc), lo que permitió otra explosión en el mercado musical.

### 1990s: La era deThe Four Heavenly Kings
En los años noventa, las estrellas del cantopop Alan Tam, Leslie Cheung, Samuel Hui, Priscilla Chan, el compositor Joseph Koo, y otros se retiran o disminuyen su actividad. Chan deja Hong Kong con el fin de continuar sus estudios en la Universidad de Siracusa, mientras que el resto abandona Hong Kong en medio de la incertidumbre originada por las protestas de la Plaza de Tian'anmen de 1989.
El grupo musical "The Four Heavenly Kings" (en chino: 四大天王), conformado por Jacky Cheung, Andy Lau, Aaron Kwok y Leon Lai dominaron la música, y la cobertura de las revistas, TV, publicidad y cine.
Adicionalmente, emergieron nuevos talentos tales como Beyond (principales rivales de The Four Heavenly Kings), así como también divas de la música tales como Sammi Cheng y Faye Wong, cuya popularidad puede ser comparable a la de The Four Heavenly Kings. Shirley Kwan también dejó su huella con el sencillo "Happy Are Those In Love" (en chino: 難得有情人).
La tensión política y la inestabilidad económica en 1997 ―derivada de la transferencia de soberanía de Hong Kong― creó una atmósfera culturalmente desafiante para la industria, toda vez que el establecimiento de la Ley Básica de Hong Kong y las nuevas ordenanzas lingüísticas instauraron al mandarín estándar como idioma oficial.

## Artistas

### Solistas masculinos
- Albert Au
- Kenny Bee
- Danny Chan
- Daniel Chan
- Eason Chan
- Jackie Chan
- Jaycee Chan
- Jordan Chan
- Jason Chan
- Sammul Chan
- William Chan
- Pak Ho Chau
- Wakin (Emil) Chau
- Edison Chen
- Adam Cheng
- Ekin Cheng
- Kevin Cheng
- Ronald Cheng
- Hins Cheung
- Julian Cheung
- Ryan Lau
- Alfred Hui
- Jacky Cheung
- Leslie Cheung
- Louis Koo
- Louis Cheung
- Steven Cheung
- Benji Chiang
- Endy Chow
- Alex Fong
- Khalil Fong
- Andy Hui
- Ken Hung
- Kelvin Kwan
- Kenny Kwan
- Michael Kwan
- Leo Ku
- Aaron Kwok
- Roger Kwok
- Leon Lai
- Bowie Lam
- Chet Lam
- George Lam
- Raymond Lam
- Jan Lamb
- Andy Lau
- Wilfred Lau
- Gene Lee
- Hacken Lee
- Edmond Leung
- Tony Leung
- Don Li
- Gallen Lo
- Justin Lo
- Lowell Lo
- Douglas Low
- Juno Mak
- Dennis Mak
- Pong Nan
- Deep Ng
- Edwin Siu
- William So
- Alan Tam
- Roman Tam
- Patrick Tang
- Alex To
- Nicholas Tse
- Wong Cho Lam
- Deric Wan
- Dave Wang
- Chris Wong
- Paul Wong
- Bosco Wong
- Anthony Wong
- James Wong
- Charles Ying
- Shawn Yue
- Samuel Hui
- Yip Sai Wing

### Solistas femeninas
- Bobo Chan
- Connie Chan
- Chelsia Chan
- Flora Chan
- Kit Chan
- Priscilla Chan
- Vincy Chan
- Kelly Chen
- Joyce Cheng
- Sammi Cheng
- Stephanie Cheng
- Yumiko Cheng
- Cecilia Cheung
- Teresa Cheung
- Lesley Chiang
- Mandy Chiang
- Maggie Fu
- Charlene Choi
- Gillian Chung
- Rachelle Chung
- Sherman Chung
- Linda Chung
- Niki Chow
- Vivian Chow
- Renee Dai
- Theresa Fu
- Fiona Fung
- G.E.M.
- Cherry Ho
- Denise Ho
- Paisley Hu
- Deanie Ip
- Grace Ip
- Elanne Kong
- Ella Koon
- Kellyjackie
- Jade Kwan
- Shirley Kwan
- Susanna Kwan
- Gigi Lai
- Vivian Lai
- Mag Lam
- Sandy Lam
- Winnie Lau
- Coco Lee
- Annabelle Louie
- Eunix Lee
- Tiffany Lee
- Isabella Leong
- Cathy Leung
- Gigi Leung
- Toby Leung
- Rain Li
- Prudence Liew
- Candy Lo
- Mimi Lo
- Karen Morris
- Anita Mui
- Kary Ng
- Yan Ng
- Cass Phang
- Fiona Sit
- June Tang
- Stephy Tang
- Vangie Tang
- Teresa Teng
- Kay Tse
- Jenny Tseng
- Jessica Hsuan
- Kate Tsui
- Paula Tsui
- Janice Vidal
- Jill Vidal
- Liza Wang
- Emme Wong
- Faye Wong
- Ivana Wong
- Linda Wong
- Bianca Wu
- Myolie Wu
- Sally Yeh
- Charlie Yeung
- Miriam Yeung
- Frances Yip
- Joey Yung
- Ivana Wong

### Grupos
- 2R
- 4ando(son)
- AMK
- At17
- Benji and Lesley
- Beyond
- Bliss
- C AllStar
- Cookies
- Cream
- Dear Jane
- Dry
- E-Kids
- Echo
- EO2
- Fama
- Freeze
- Grasshopper
- HotCha
- Krusty
- I Love You Boy'z
- The Jade Band
- LMF
- Mister (Mr)
- MP4
- Online
- Ping Pung
- PixelToy
- Purple Nine
- Raidas
- Rubberband
- Royals
- Shine
- Sky
- Softhard
- SohBim
- Soler
- Square
- Sun Boy'z
- Swing
- Tai Chi
- Tat Ming Pair
- Twins
- The Pancakes
- The Raiders
- The Wynners
- VEGA
- YLK Organization
- Zarahn
- Zen